# 254 (عدد)
254 هو عدد صحيح  طبيعي بين 253 و255

## في الرياضيات

### خصائص
- 254عدد زوجي
- 254 عدد ناقص